# 氷川神社 (所沢市日比田)
氷川神社（ひかわじんじゃ）は、埼玉県所沢市の神社。

## 歴史
1580年（天正8年）に創建された。ちょうどその頃に当地の開発が行われたことから、その際に創建されたものと推測される。
1872年（明治5年）、近代社格制度に基づく「村社」に列せられ、1907年（明治40年）の神社合祀により、周辺の「稲荷神社」が合祀された。
当地は干害の被害に遭い易い所であったことから、雨乞いの儀式が行われていたが、1957年（昭和32年）を最後に廃絶した。

## 交通アクセス
- 東所沢駅より徒歩29分。